# Pisidium equilaterale
Pisidium equilaterale är en musselart som beskrevs av Cecil Thomas Prime 1852. Pisidium equilaterale ingår i släktet Pisidium och familjen ärtmusslor. IUCN kategoriserar arten globalt som livskraftig. Inga underarter finns listade i Catalogue of Life.